# Slag aan de Reigersvliet
De Slag aan de Reigersvliet was een slag tijdens de Eerste Wereldoorlog nabij het Belgische dorp Stuivekenskerke. Tijdens deze slag aan het IJzerfront streden de Duitsers in maart 1918 om twee Belgische voorposten aan de Reigersvliet.

## Geschiedenis
Bij het begin van de Eerste Wereldoorlog staken de Duitsers de IJzer over bij de Slag om de IJzer, maar na de onderwaterzetting van de IJzervlakte moesten ze zich terugtrekken. Ze verlieten hun stellingen tussen de spoorberm van de spoorweg Nieuwpoort-Diksmuide en de IJzer verlaten, wat hier het begin betekende van een vier jaar durende stellingenoorlog. In de vlakte hadden beide kampen een aantal voorposten. Zo hadden de Duitsers een voorpost aan de Viconiahoeve (Château Vicogne) en de hoeve Kloosterhoek. De Belgen hadden in het overstroomd gebied twee voorposten nabij de Reigersvliet. In Oud-Stuivekens bevond zich de Grote Wacht nr. 1 of Grand Garde Sud, waar een artillerie- en observatiepost werd ingericht in de overblijfselen van de voormalige kerk van Stuivekenskerke. Verder noordwaarts bevond zich de Grote Wacht nr. 2, Grote Wacht Reigersvliet of Grand Garde Nord.
In maart 1918 werden hier enkele gevechten geleverd. De Duitsers beschoten de Belgische stellingen met artillerie en vielen op 6 maart de voorposten aan. Bij Oud-Stuivekens kon men met mitrailleurs de Duitse aanval breken en de stelling behouden. Bij de noordelijke stellingen aan de Reigersvliet moesten de Belgen eerst wijken, maar dankzij versterkingen kon men de stelling heroveren. Op 18 maart voerden de Duitsers opnieuw een dubbele aanval uit. Nu kon men standhouden bij de Reigersvliet, maar moest men in Oud-Stuivekens even wijken. Na een tegenaanval kon men deze stellingen heroveren. Omwille van de strijd kregen het 1ste en 2de Jagers te Paard, het 5de regiment Lansiers en het 1ste en 2de bataljon Karabiniers-Wielrijders de eervolle vermelding "Reigersvliet" toegekend.

## Monumenten

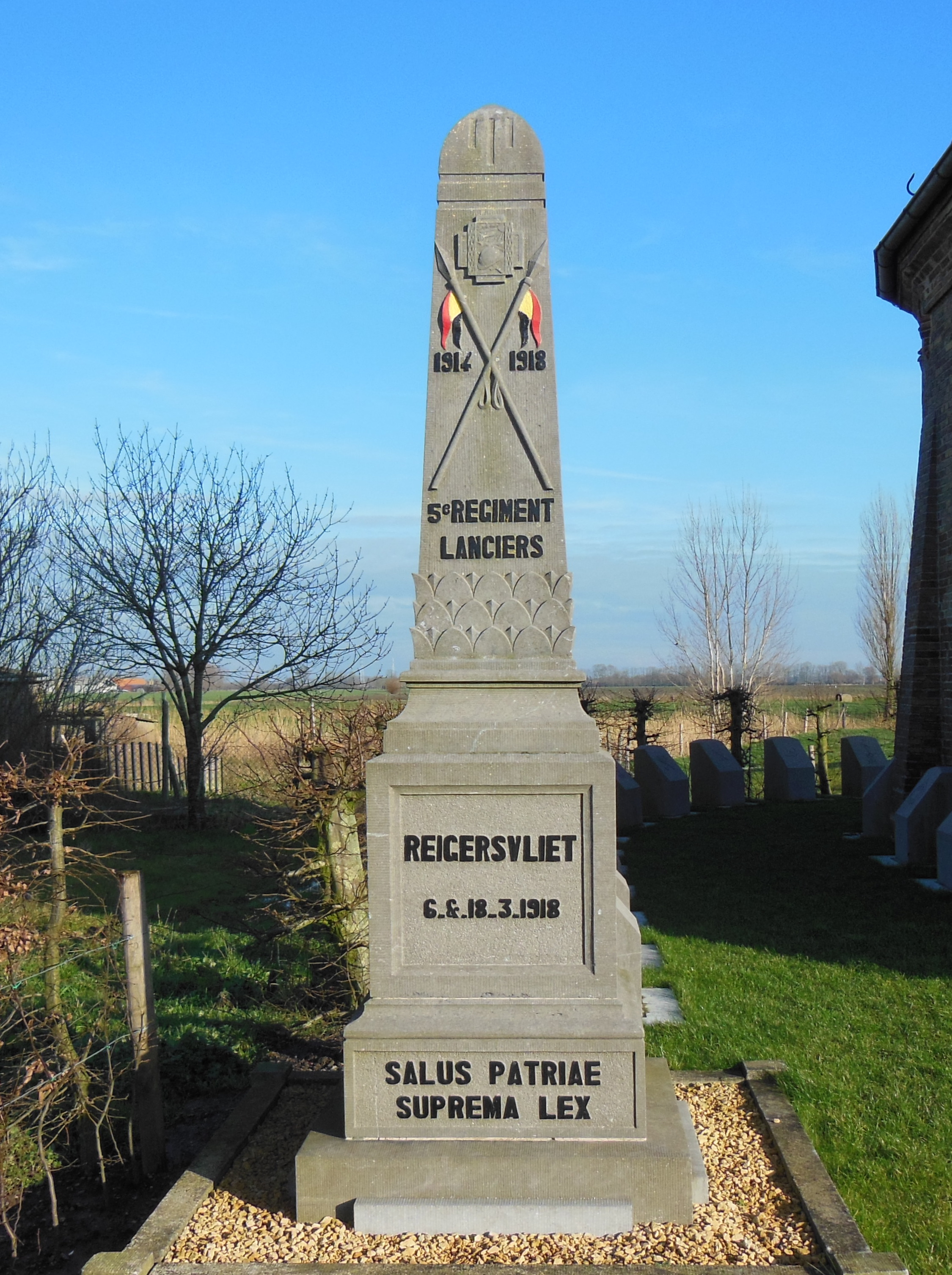
Monument 5de Regiment Lanciers

In Oud-Stuivekens staan nog de restanten van de zuidelijke observatie- en mitrailleurspost. Hier staan ook een gedenkzuil voor het 1ste en 2de bataljon Karabiniers-Wielrijders en een gedenkzuil voor het 5de regiment Lansiers.
Rondom de kapel zijn er voor elke eenheid die gevechten leverde aan de IJzer gedenkstenen opgericht.
Aan de driesprong van de Viconiastraat en de weg naar Oud-Stuivekens, ongeveer halverwege tussen de twee wachtposten, werd aan de Reigersvliet in 1987 als herinnering een van de provinciale naamstenen 1914-1918 opgetrokken, met het opschrift "Reigersvliet, Grote Wacht 1914-1918".